# Half-Life 2: Episode Two
Half-Life 2: Episode Two est un jeu vidéo de tir à la première personne, développé par Valve Corporation et sorti en 2007 sur PC, Xbox 360 et PS3. Il succède à Half-Life 2: Episode One et Half-Life 2.

## Personnages
Tout comme dans les opus précédents, le joueur incarne le docteur Gordon Freeman aidé de Alyx Vance et d'autres personnages tels que Eli Vance, Isaac Kleiner, Arne Magnusson, Judith Mossman, Chien, etc.

## Histoire
Half-Life 2: Episode Two commence où Half-Life 2: Episode One s'arrête. L'onde de choc de la gigantesque explosion de la Citadelle a fait dérailler le train qu'ont emprunté Gordon Freeman et Alyx Vance pour s'enfuir de Cité 17. Après s'être extraits de la carcasse du train, Alyx et Gordon doivent poursuivre leur chemin à pied pour rejoindre White Forest, la base secrète où se sont regroupés tous les résistants.
Ils parviennent à contacter Eli Vance et Isaac Kleiner qui leur apprennent que les forces terrestres du Cartel sont parvenues à lancer leur appel à l'aide, et à créer un super-portail qui permettra à leurs renforts de les rejoindre depuis leur monde d'origine une fois la taille critique atteinte. Cependant les informations volées à la Citadelle par Alyx peuvent permettre de contrecarrer ces plans car elles contiennent les coordonnées de ce monde d'origine.
Gordon et Alyx doivent donc traverser la campagne de Cité 17 pour atteindre White Forest et apporter les coordonnées à la résistance. Leur chemin passera par des mines et cavernes abandonnées, une vallée infestée de fourmilions, une installation industrielle, une longue route à travers la campagne, une ligne de chemin de fer et plusieurs hameaux abandonnés.

### Chapitre 1:DirectionWhite Forest
Après l'explosion du réacteur de la Citadelle, Gordon Freeman et Alyx Vance échouent dans la campagne, près de la carcasse du train qui leur a servi à s'enfuir. Très vite, ils se rendent compte que l'explosion du réacteur a eu pour effet l'ouverture d'un superportail et le début d'un nouvel Ouragan de Portails. Alors qu'ils essaient de rejoindre la base rebelle de White Forest par leurs propres moyens, ils se font surprendre par un Chasseur du Cartel qui blesse grièvement Alyx. Un Vortigaunt arrive à temps pour maintenir Alyx en vie et appeler ses semblables à l'aide. Gordon l'escorte dans les mines pour qu'il ramène Alyx à ses congénères mais ils sont vite séparés. Gordon est contraint de traverser seul une colonie souterraine de fourmilions pour rejoindre le point de rendez-vous convenu avec le Vortigaunt.

### Chapitre 2:La condition vortelle
Au point de rendez-vous, Gordon retrouve le Vortigaunt en train de soigner Alyx, ainsi que deux rebelles pittoresques, Griggs et Sheckley. Le passage de Freeman dans la colonie a rendu furieux les fourmilions qui attaquent le groupe. Freeman et les deux résistants doivent repousser l'invasion le temps que les autres Vortigaunts arrivent. Une fois arrivés, les Vortigaunts repoussent les attaquants et se mettent au travail, mais il leur faut un extrait larvaire pour pouvoir soigner Alyx. Le sauveur d'Alyx se porte volontaire pour accompagner Gordon au cœur du nid des Fourmilions afin de récupérer l'extrait, farouchement gardé. Après plusieurs batailles, ils remontent finalement au point de rendez-vous avec le précieux extrait alors qu'Alyx est au seuil de la mort. Les Vortigaunts deviennent violets et entament alors une étrange cérémonie curative. Profitant de leur concentration, le G-Man contacte Gordon par télépathie pour lui faire part de quelques révélations et pour demander à Alyx de transmettre un message à son père, Eli Vance : « Préparez vous à des conséquences imprévues ».

### Chapitre 3:Freeman: Un pont entre les risques
Une fois Alyx soignée, le Vortigaunt propose de l'escorter avec Gordon vers un groupe de résistants qui possèdent une voiture. Le trio quitte les mines et découvrent au loin un exode massif de troupes du Cartel qui se dirigent vers le nord, la direction de White Forest. Des conseillers encore en état d'incubation sont aussi en cours d'évacuation : les choses pressent. Le groupe de résistant a été anéanti mais la voiture est bien là. Gordon et Alyx montent à bord et roulent vers White Forest tandis que le Vortigaunt part rejoindre ses congénères pour traquer les Conseillers.

### Chapitre 4:Voyage à la place du mort
Sur la route, Gordon et Alyx tentent sans succès de contacter White Forest pour prévenir la résistance de l'attaque imminente du Cartel. Là, ils sont attaqués par plusieurs Chasseurs mais parviennent à les éliminer. Un peu plus loin, ils découvrent un Conseiller en incubation. Alyx et Gordon endommagent le système qui le maintient en vie, mais le monstre s'éveille et utilise ses pouvoirs mentaux pour les réduire à l'impuissance. Alors qu'il s'apprête à les éliminer, le mécanisme explose et le monstre, blessé et effrayé, s'envole à travers le toit. Toujours poursuivi par le Cartel, Alyx et Gordon récupèrent leur voiture et s'enfuient traqués par un hélicoptère. L'hélicoptère endommage la voiture mais Gordon parvient à le détruire.

### Chapitre 5:L'art de la discrétion
Gordon et Alyx confient leur voiture à un groupe de rebelles. Pendant que les rebelles réparent la voiture, Gordon part détruire un avant-poste du Cartel qui bloque la route. Les rebelles profitent des réparations pour améliorer la voiture en lui ajoutant un radar qui permet de traquer les caches de matériel de la résistance sur la route. Reprenant la route, Gordon et Alyx traversent des hameaux fantômes envahis de zombis et échappent à une embuscade du Cartel avant d'atteindre enfin White Forest.

### Chapitre 6:L'ennemi commun
White Forest se révèle être une ancienne base de lancement de missiles nucléaires. Sur place, Gordon et Alyx retrouvent Chien, Eli Vance et Isaac Kleiner et Gordon fait la connaissance d'un autre rescapé de Black Mesa, le très acariâtre docteur Arne Magnusson. Une alarme se met à retentir, le Cartel est parvenu à forcer les portes du silo. Magnusson charge Gordon de repousser le Cartel en verrouillant les portes d'accès du silo. Après ce combat, Isaac Kleiner parvient à décoder le message envoyé précédemment par Judith Mossman et découvre des images du Borealis, un navire qui avait disparu de sa cale lors d'expériences menées par une agence rivale de Black Mesa, Aperture Science. Le docteur Mossman semble avoir disparu en recherchant ce navire, visiblement en zone polaire, or elle connaît de nombreux secrets de la résistance. Eli Vance est atterré par ces révélations et plus encore quand Alyx, brièvement dans un état second, lui relaye le message du G-Man. Il révèle à Gordon que le G-Man lui avait donné le même avertissement avant la catastrophe de Black Mesa, et promet d'autres explications lorsque Magnusson les interrompt. Le Cartel prépare un nouvel assaut, massif et imminent, or un seul Strider suffirait à détruire la fusée. Pour repousser l'attaque, Magnusson a inventé une bombe adhésive qui permet de faire exploser les Striders rapidement. Gordon reprend place dans la voiture, dont le radar permet dorénavant de localiser les ennemis, et se prépare à défendre la vallée avec les autres résistants. Après un long siège, Gordon repousse finalement les vagues successives de Striders.

### Chapitre 7:T moins un
Alyx félicite Gordon et lui apprend qu'elle a affrété un vieil hélicoptère dans lequel tous deux partiront à la recherche de Judith Mossman sitôt le superportail neutralisé. Alyx et Gordon rejoignent Isaac Kleiner et Eli Vance dans la salle de contrôle pour le lancement de la fusée. Une fois en orbite, la fusée fonctionne parfaitement et éteint le superportail. Eli Vance prend brièvement Gordon à part, lui exprime une fierté quasiment paternelle, et lui enjoint, s'il parvient à trouver le Boréalis, de détruire sa cargaison. Contrairement à Kleiner, le docteur Vance est en effet persuadé que les recherches d'Aperture Science étaient aussi dangereuses que celles de Black Mesa, et qu'une telle puissance ne doit jamais plus être utilisée, même contre le Cartel. Eli, Gordon et Alyx se dirigent vers le hangar de l'hélicoptère et, alors que Gordon et Alyx s'apprêtent à faire leurs adieux à Eli, deux conseillers font irruption par le toit et les neutralisent tous. Eli est tué mais Alyx et Gordon sont sauvés in extremis par Chien qui met les Conseillers en fuite. Alyx s'effondre devant le corps inanimé de son père.

## Système de jeu
Avec Half-Life 2: Episode Two est venu le Source Engine 3, version avancée du Source Engine classique, ajoutant ainsi de meilleurs graphismes et plus d'options (comme un flou de mouvement). Avec cet épisode est aussi venu le système de succès, tiré de la Xbox 360.

### Distribution
- Robert Guillaume : Dr Eli Vance
- Merle Dandridge : Alyx Vance
- Tony Todd : Vortigaunt
- John Aylward : Dr Arne Magnusson
- Michelle Forbes : Dr Judith Mossman
- Mike Shapiro : G-Man
- Harry S. Robins : Dr Isaac Kleiner
- Adam Baldwin : Citoyens / Sheckley / MIRT
- John Patrick Lowrie : Citoyens / Griggs
- Mary Kae Irvin : Citoyens
- Ellen McLain : Overwatch

## Projet de suite
Valve avait prévu à l'origine une trilogie concernant les épisodes d'Half-Life 2, avec des sorties espacées de six mois. Le dernier épisode était censé sortir pour Noël 2007, il est depuis considéré comme un vaporware. Valve cesse bien vite de donner des informations officielles,, même si Gabe Newell est très fréquemment interrogé sur le devenir de la franchise et que toute fuite, souvent décrites par Newell comme des employées de Valve faisant du trolling, est guettée par la communauté de fans.
Les trois scénaristes historiques de Valve, Chet Faliszek, Mark Laidlaw et Erik Wolpaw, ont quitté l'entreprise en 2017. En août 2017, Laidlaw révèle un scénario appelé Epistle 3, sous-entendant alors qu'il s'agit de celui de l'épisode 3 sur lequel il travaillait,, avant de démentir ce point quelques années plus tard.
Un autre jeu lié, intitulé Return to Ravenholm, aurait été envisagé et développé par Arkane Studios. Cependant, il s'agissait d'un spin-off d'Half-Life 2 et non d'une suite,.
La suite de la franchise, entre un épisode 3 d'Half-Life 2 ou simplement Half-Life 3, n'est alors pas définie pendant de longues années,. En 2020 cependant, Valve lance Half-Life: Alyx, une préquelle au deuxième opus en réalité virtuelle qui modifie également la fin de l'épisode 2. Le studio annonce alors dans un documentaire intitulé The Final Hours of Half-Life: Alyx que le moteur de jeu Source ne répondait pas aux exigences techniques souhaitées et a donc décidé d'annuler les sorties de plusieurs jeux dont Half-Life 3 et Left 4 Dead 3,.